# El Zacatal, Zacatecas
El Zacatal är en ort i Mexiko.   Den ligger i kommunen Pinos och delstaten Zacatecas, i den centrala delen av landet, 400 km nordväst om huvudstaden Mexico City. El Zacatal ligger 2 112 meter över havet och antalet invånare är 306.
Terrängen runt El Zacatal är huvudsakligen platt, men söderut är den kuperad. Runt El Zacatal är det ganska glesbefolkat, med 21 invånare per kvadratkilometer. Närmaste större samhälle är Santiago, 2,2 km öster om El Zacatal. Omgivningarna runt El Zacatal är i huvudsak ett öppet busklandskap.